# Sterryite
La sterryite (simbolo IMA: Srr) è un minerale piuttosto raro della famiglia della sterryite; appartiene alla famiglia dei "solfuri e solfosali" e possiede composizione chimica Cu(Ag,Cu)3Pb19(Sb,As)22(As)2S56.
La sterryite è l'analogo dell'argento della ciriottiite.

## Etimologia e storia
La sterryite prende il nome da Thomas Sterry Hunt (1826 - 1892), chimico e pioniere della mineralogia canadese.

## Classificazione
La classica nona edizione della sistematica dei minerali di Strunz, aggiornata dall'Associazione Mineralogica Internazionale (IMA) fino al 2009, elenca la sterryite nella classe "2. Solfuri e solfosali" e da lì nella sottoclasse "2.L Solfosali non classificati"; questa viene più finemente suddivisa in base alla composizione chimica in modo tale da trovare la sterryite nella sezione "2.LB Con Pb essenziale" dove èl'unico membro del sistema nº 2.LB.65.
Nell'edizione successiva, proseguita dal database "mindat.org", la classificazione di base rimane invariata, ma la sterryite viene collocata nel sistema nº 2.LB.30 insieme ad ardaite, launayite, madocite, playfairite e sorbyite.
Nella Sistematica dei lapis (Lapis-Systematik) di Stefan Weiß la sterryite si trova nella classe dei "solfuri e solfosali (solfuri, seleniuri, tellururi, arseniuri, antimoniuri, bismutiri)" e da lì nella sottoclasse dei "solfosali (S : As,Sb,Bi = x)"; questa viene ulteriormente suddivisa e la sterryite viene collocata nella sezione dei "solfosali di piombo con Sb (x=3,0 - 1,9)" dove forma il sistema nº II/E.20 insieme a madocite, launayite, meerschautite, pellouxite, ciriottiite, parasterryite, playfairite, sorbyite, dadsonite e disulfodadsonite.
Anche la classificazione dei minerali secondo Dana, usata principalmente nel mondo anglosassone, elenca la sterryite nella famiglia dei "solfuri e solfosali"; qui è nella classe dei "solfosali" e nella sottoclasse dei "solfosali con rapporto 2,5 < z/y < 3 e composizione (A+)i(A2+)j[ByCz], A = metalli, B = semimetalli, C = non metalli" dove è l'unico membro del sistema nº 03.05.03.

## Abito cristallino
La sterryite cristallizza nel sistema monoclino nel gruppo spaziale P21/n con le costanti di reticolo a = 8,1891(10) Å, b = 28,5294 (13) Å, c = 42,98(2) Å e β = 94,896(8)°.
Inizialmente si era erroneamente pensato che il minerale fosse ortorombico con gruppo spaziale Pbam e costanti di reticolo  a = 28,48 Å, b = 42,62 Å e c = 4,09 Å.

## Origine e giacitura
La sterryite è stata trovata nel marmo ed è di origine idrotermale; la paragenesi è con guettardite e veenite.
Il minerale è molto raro ed è stato rinvenuto solo nella sua località tipo, la cava di "Taylor" (44.50222°N 77.46639°W) nella contea di Hastings (Ontario) e nel deposito "Lalor" nel Manitoba (entrambi in Canada); nel deposito minerario "Barika" nei pressi di Sardasht (Iran); nel deposito di "Orissa" presso Malkangiri (Stato federato di Orissa) e nel Chhattisgarh (entrambi in India); la miniera di "Pollone" presso Valdicastello (in Toscana, Italia).

## Forma in cui si presenta in natura
La sterryite si presenta in forme "piumose" e come fasci di fibre allungate parallelamente a [001] e con dimensioni fino a 1 mm; il minerale si presenta anche come grani anedrali. È opaca con lucentezza da semi metallica a metallica; il suo colore è nero, così come il suo striscio.